# Saprosites distans
Saprosites distans är en skalbaggsart som beskrevs av Sharp 1876. Saprosites distans ingår i släktet Saprosites och familjen Aphodiidae. Inga underarter finns listade i Catalogue of Life.